# Instituto Nacional de Migración (México)
El Instituto Nacional de Migración (INM) es un órgano técnico desconcentrado de la administración pública federal, dependiente de la Secretaría de Gobernación, el cual aplica la legislación migratoria vigente. Su público usuario lo integra quienes visitan México de otros países, y aquellos que quieren permanecer allí en forma temporal o permanente, así como los mexicanos que contratan extranjeros y quienes desean establecer vínculos familiares con una persona extranjera.
Fue creado el 19 de octubre de 1993 por decreto del entonces presidente Carlos Salinas de Gortari.
Luego de la independencia de México, se emitió el Decreto sobre Colonización del 18 de agosto de 1824, el cual ofreció a los extranjeros la posibilidad de establecerse en el territorio nacional, otorgando seguridad jurídica a su integridad física y a sus propiedades, siempre y cuando se sujeten a las leyes del país.

## Direcciones generales
- Dirección General de Regulación y Archivo Migratorio
- Dirección General de Control y Verificación Migratoria
- Dirección General de Protección al Migrante y Vinculación
- Dirección General de Coordinación de Delegaciones
- Dirección General Jurídico, Derechos Humanos y Transparencia
- Dirección General de Tecnologías de la Información y Comunicaciones
- Dirección General de Administración

## Dependencias relacionadas
I. Centro Nacional de Inteligencia;
II. Instituto Nacional para el Federalismo y el Desarrollo Municipal;
III. Archivo General de la Nación;
IV. Instituto Nacional de Estudios Históricos de la Revolución Mexicana;
V. Instituto Nacional de Migración;
VI. Secretaría General del Consejo Nacional de Población;
VII. Coordinación General de la Comisión Mexicana de Ayuda a Refugiados;
VIII. Secretaría Técnica de la Comisión para Asuntos de la Frontera Norte;
IX. Secretaría Técnica de la Comisión Calificadora de Publicaciones y Revistas Ilustradas;
X. Centro de Producción de Programas Informativos y Especiales, y
XI. Centro Nacional de Prevención de Desastres.

## Comisionados
| Manuel Villa Aguilera          | 1993 - 1994 |
| Eloy Cantú Segovia             | 1994        |
| Fernando Solís Cámara          | 1994 - 1998 |
| Alejandro Carrillo Castro      | 1998 - 2000 |
| Lizbeth Fernanda Olmos Montero | 2000 - 2002 |
| Magdalena Carral Cuevas        | 2002 - 2005 |
| Lauro López Sánchez            | 2005        |
| Pablo Enrique Torres Salmerón  | 2005 - 2006 |
| Hipólito Treviño Lecea         | 2006        |
| Cecilia Romero Castillo        | 2006 - 2010 |
| Salvador Beltrán del Río       | 2010 - 2012 |
| Ardelio Vargas Fosado          | 2013 - 2018 |
| Gerardo García Benavente       | 2018        |
| Tonatiuh Guillén López         | 2018 - 2019 |
| Francisco Garduño Yáñez        | 2019 - 2025 |
| Sergio Céspedes Peregrina      | Desde 2025  |
| Fuente:                        |             |

## Polémicas

### Polémicas y manifestaciones públicas en contra del INM
Organizaciones defensoras de los derechos humanos como Amnistía Internacional, Sin Fronteras, Instituto de Estudios y Divulgación sobre Migración, así como asociaciones civiles y entidades religiosas, acusan al INM de ser una institución descompuesta, con perfil policiaco, infiltrada por el crimen organizado, opaca y burocrática, que favorece la ilegalidad y la corrupción y tolera los abusos cometidos por servidores públicos y delincuentes.
En diversas ocasiones se ha acusado al INM de ser una de las principales dependencias que hacen uso de la violencia al momento de "asegurar" elementos extranjeros que se introducen a México de manera temporal (principalmente, centroamericanos).
Otro factor que ha generado el repudio de la sociedad mexicana es el racismo implícito con el que realizan las inspecciones migratorias en las denominadas "revisiones aleatorias", puesto que confunden a ciudadadanos afromexicanos y de rasgos étnicos mayas con algún ciudadano de origen centroamericano o sudamericano. A este filtro de inspección, conocido como racial profiling, se le considera retrógrada y de carácter neonazi, incluso algunos expertos, tales como el sacerdote católico Alejandro Solalinde, declaran absurdo que en tiempos recientes se siga ejerciendo estas técnicas ofensivas para la dignidad humana que consiste en clasificar a ciertos grupos o etnias por el simple hecho de tener una piel diferente al de la mayoría de la población, y más en una sociedad tan rica y diversa culturalmente hablando como la de México que (en palabras del actor y comediante méxico-estadounidense Louis Szekely) «es una nación multicultural, un país de inmigrantes, en donde había blancos, esclavos, y gente que llegó de Europa».
Pese a que algunos agentes de migración han intentado justificar la técnica del racial profiling debido a la rapidez con que dicen que deben realizarse estas inspecciones y que no es posible realizar un estudio minucioso para cada individuo, según algunas personas discriminadas en retenes, esto no es motivo suficiente, puesto que, de lo contrario, los agentes tendrían que solicitar identificación a cualquier persona de forma aleatoria sin fijarse en el color de piel o rasgos faciales.
Asimismo, se ha asegurado que algunos miembros del INM tienen nexo directo con traficantes de personas, puesto que el sueldo que perciben estos empleados no justifica los ingresos magnánimes que exponen mensualmente.
Periodistas y civiles han sido agredidos e incluso se les ha quitado por la fuerza sus herramientas de trabajo (celulares, videocámaras, etcétera) cuando buscan alguna información relevante en temas relacionados con el INM, pues poca vez prefieren aclarar los hechos. También se ha vuelto muy común últimamente el hecho de que agentes del instituto hostiguen tanto a periodistas como a entidades periodísticas que denuncian sus actividades discriminatorias así como a los activistas defensores de indocumentados que denuncian los abusos que cometen la institución gubernamental. Ejemplo de lo anterior fue lo sucedido a Elvira Arellano, activista internacional y defensora de migrantes, y al personal del Diario del Sur, de Tapachula, con el pretexto de “verificar” que dicho medio de comunicación no emplease a inmigrantes indocumentados. Ello días después de que este mismo medio de comunicación hubiese cuestionado constantemente el desempeño del INM en materia migratoria y de su delegada María Mercedes Gómez del Campo, ejerciendo como prensa su plena libertad de expresión. De igual manera, es necesario recalcar la labor defensora en pro de los migrantes centroamericanos que ha realizado el sacerdote católico Alejandro Solalinde, quien en su afán de denunciar la corrupción de dicho instituto, ha sido objeto de distintas vulnerabilidades contra su propia integridad.

### Críticas sobre las condiciones de las estaciones migratorias
Asimismo, se ha hecho hincapié sobre las condiciones de la mayoría de las estaciones en donde los migrantes presentados son alojados para realizar su posterior repatriación, las cuales suelen ser muy precarias y en la mayoría de las ocasiones, sobrepasan el límite de su capacidad, situación que suele ser muy incómoda para los detenidos en estos sitios.
Un ejemplo podría ser la estación migratoria de la ciudad de Oaxaca en donde son presentados migrantes la mayoría de Guatemala, en donde se ha exigido que se cuente con servicios de salud de calidad y con infraestructuras adecuadas para el alojamiento como lo son las estaciones de Veracruz, Chiapas y de la Ciudad de México entre otras.

### Incendio del centro de migrantes de 2023
En marzo de 2023, un centro de detención migratoria ubicado en la fronteriza Ciudad Juárez, ocurrió un incendió que se cobró la vida de 40 personas y dejó heridas a otras 26; la mayoría de las víctimas eran migrantes que cruzaron el país ilegalmente. El incendio fue presuntamente iniciado por reclusos cuando prendieron fuego a sus colchones en un intento de protestar por su inminente deportación de México.
El incidente no solo era controvertido por los hechos en sí, sino por las siguientes declaraciones del presidente Andrés Manuel López Obrador, quien fue acusado de responsabilizar a los migrantes como causantes de la tragedia al protestar por su posible deportación, aunque en su mañanera López Obrador sólo explicaba el origen del fuego sin señalar a culpables y prometía una investigación.